# Ciconia (Orvieto)
Ciconìa è una frazione del comune di Orvieto (TR).
Ciconia è sita lungo la valle del fiume Paglia, in prossimità di Orvieto Scalo, a partire dal bivio con la Strada statale 79 bis Orvietana. Si trova ad un'altezza di 120 m s.l.m. e con 4 280 abitanti (dati Istat, 2001) costituisce la frazione più popolosa del comune.

## Storia
Verosimilmente, in epoca romana era un avamposto militare a difesa di Orvieto, mentre nel Medioevo era un castrum (Villa Ciconia) a difesa di Prodo e della stessa Orvieto.

## Economia e manifestazioni
La frazione ospita l'ospedale "Santa Maria della Stella", il più grande del comprensorio orvietano.

## Monumenti e luoghi d'interesse
- Ciconia si trova nei pressi del Parco fluviale del Tevere;
- Villa Ciconia (XVI secolo), sita alla confluenza del fiume Chiani con il torrente Carcaione; circondata da un parco secolare, è d'aspetto romanico-rurale umbro. Attualmente viene utilizzata come hotel.

## Sport

### Associazioni sportive
- A.S.D. Ciconia Calcio - Militante nel girone C di Prima Categoria[2];
- Fist Sport Popolari (ruzzolone);

### Impianti sportivi
- Palazzetto dello sport;
- Campo da calcio;
- 2 centri ippici;
- Piscina comunale;
- Campi da tennis.